# Rawa Asri
Rawa Asri is een bestuurslaag in het regentschap Indragiri Hulu van de provincie Riau, Indonesië. Rawa Asri telt 391 inwoners (volkstelling 2010).